# 松里村 (新潟県)
松里村（まつさとむら）は、かつて新潟県東頸城郡にあった村。

## 沿革
- 1889年（明治22年）4月1日 - 町村制施行に伴い東頸城郡天水越村、天水島村、湯本村が合併し、松里村が発足。
- 1901年（明治34年）11月1日 - 東頸城郡松之山村、布川村と合併し、松之山村を新設して消滅。